# مارکوس آدامز (کارگردان)
مارکوس آدامز (به انگلیسی: Marcus Adams) (متولد سال ۱۹۶۶ در سویندون، ویلتشر، انگلستان، بریتانیا) کارگردان موزیک ویدئو، فیلم تبلیغاتی و فیلم‌های سینمایی بریتانیایی‌تبار است.

## آثار کارگردانی
- مرگ طولانی (۲۰۰۲)
- اکتان (۲۰۰۳)
- تیرانداز (۲۰۰۵)